# Nakayale
Nakayale, también conocido como Nakayale Keengulu, es un pueblo de Namibia septentrional cerca de Outapi, en la región de Omusati, situado a 86 km al noroeste de Oshakati y a 4 km de Outapi. Está en la «circunscripción de Anamulenge». La aldea recibe normalmente una  precipitación media anual de 440 milímetros (17 pulgadas), aunque en la temporada de lluvias de 2010/2011 se midieron 723 milímetros (28,5 pulgadas).
Nakayale fue fundada en 1925 como una estación de misión de la Sociedad Misionera Finlandesa.
Nakayale es una de las aldeas más conocidas de Namibia con dos escuelas, la Escuela Primaria de Nakayale. y la Escuela Secundaria Menor Erki Tauya. Hay una rama principal de la iglesia ELCIN, «Iglesia Evangélica Luterana en Namibia» de todas las iglesias del norte de ELCIN que fue nombrada en honor a la propia aldea y un centro para discapacitados. El idioma que se habla allí es el  Oshiwambo Oshimbalantu en concreto y unos pocos hablan inglés. Nakayale es uno de los lugares más calurosos del norte de Namibia con temperaturas que oscilan entre los 26 y 30 grados centígrados. En esta aldea también se pueden encontrar algunas casas de conocidos hombres de negocios como el difunto David Sheehama, Mauno Haindongo, y muchos más. También hay una gran tienda propiedad de Chester llamada The Village Bar donde la gente de allí compra sus necesidades básicas. Las aldeas alrededor de Nakayale son Okapanda, Onamulunga, Omukoko, Okaile, y muchas otras. También hay algunos lugares pequeños como la ciudad de Oshambomba, Ondjamba Nevu, Okalonda, y Okakwa. El Blue Birds FC, un conocido equipo de fútbol de la región de Omusati, también es de Nakayale.